# Hugo Krabbe
Hugo Krabbe (Leiden, 3 februari 1857 - Leiden, 4 februari 1936) was een Nederlands jurist. Van 1894 tot 1908 was hij hoogleraar aan de Rijksuniversiteit Groningen en van 1908 tot zijn emeritaat in 1927 aan de Universiteit Leiden.
Krabbe was de zoon van Christiaan Krabbe, Nederlands Hervormd predikant, en Maria Adriana Machteld Scholten. Uit zijn huwelijk met Adriana Petronella Anna Regina Tavenraat werden een zoon en een dochter geboren.
Krabbe bezocht het gymnasium in Leiden en studeerde daarna rechts- en staatswetenschap aan de Leidse Universiteit. Op 2 juli 1883 haalde hij zijn doctoraat Rechtswetenschap op het proefschrift De burgerlijke staatsdienst in Nederland. Hij werkte op de griffie in de provincies Gelderland en Noord-Holland. In 1888 werd Krabbe hoofdcommies bij het ministerie van Binnenlandse Zaken, waar hij werkte aan een ontwerp-kieswet van minister Tak van Poortvliet. In 1894 volgde zijn benoeming tot hoogleraar in Groningen. Speciale aandacht had hij voor de rechtstoestand van overheidspersoneel. Tegenover de leer van staatssoevereiniteit plaatste hij de soevereiniteit van het recht. Het rechtsbewustzijn was in zijn ogen het enige dat telde. Op 4 maart 1908 kwam hij als hoogleraar terug naar Leiden, waar hij in mei 1927 afscheid nam van zijn studenten.
De leer van Krabbe is uitgewerkt door zijn leerling Roelof Kranenburg (1880-1956). Een andere promovendus van Krabbe was Gijsbert Weijer Jan Bruins.

## Werk (selectie)
- 1930 - Kritische Darstellung der Staatslehre
- 1927 - Staatsrechtelijke opstellen
- 1924 - De innerlijke waarheid der wet
- 1917 - Het rechtsgezag. Verdediging en toelichting
- 1915 - De moderne Staatsidee
- 1913 - Ongezonde lectuur
- 1908 - De idee der rechtspersoonlijkheid in de Staatsleer
- 1906 - Die Lehre der Rechtssouveränität; Beitrag zur Staatslehre
- 1901 - Administratieve rechtspraak
- 1898 - De werkzaamheid van staat en gemeente ter verbetering der volkshuisvesting
- 1894 - De werkkring van den staat
- 1886 - Strafwetgevende bevoegdheid der gemeentebesturen
- 1883 - De burgerlijke staatsdienst in Nederland

## Bron
- W.M. Peletier: Krabbe, Hugo (1857-1936), in Biografisch Woordenboek van Nederland

- Biografisch Portaal: 49154987
- CiNii: DA04941204
- Digitale Bibliotheek voor de Nederlandse Letteren: krab006
- Gemeinsame Normdatei: 134218361
- International Standard Name Identifier: 0000 0000 8200 0127
- Library of Congress Control Number: n80076616
- Bibliotheek van het Japanse parlement: 00663434
- Nationale Bibliotheek van Tsjechië: mub20181006642
- Nationale Bibliotheek van Israël: 987007274374405171
- Nationale en Universitaire bibliotheek Zagreb: 000664494
- Nederlandse Thesaurus van Auteursnamen: 068310617
- LIBRIS: 396997
- Système universitaire de documentation: 186097085
- Virtual International Authority File: 13523015
- WorldCat: E39PBJrCfwX9DkTYVvb9t4v8md